# Rémy Cointreau
Rémy Cointreau, «Реми Куантро» — французская компания, производитель спиртных напитков. Образована в 1991 году путём слияния компаний Rémy Martin (основана в 1724 году) и Cointreau (основана в 1849 году). Штаб-квартира расположена в VIII округе Парижа, а основные производственные мощности — в городе Коньяк (департамент Шаранта).

## История
До середины XX века Rémy Martin и Cointreau оставались небольшими частными предприятиями, контролировавшимися семьями Рено (Renaud) и Куантро, соответственно. Связь между двумя компаниями началась в 1946 году, когда Макс Куантро женился на Женевьев Рено. В 1960-х годах две компании начали совместно развивать зарубежную дистрибьюторскую сеть. После смерти в 1965 году Андре Рено (André Renaud), возглавлявшего Rémy Martin, компанию унаследовали две его дочери — Анн-Мари Эриар-Дюбрёй (Anne-Marie Hériard Dubreuil) (51 %) и Женевьев Куантро (49 %). В 1970-х и 1980-х годах компании начали поглощать других производителей спиртного. Cointreau приобрела Picon (аперитив, 1973 год), Saint James de Martinique (ром), Glenturret (шотландский виски), Izarra и Clé des Ducs (ликёры); Rémy Martin расширил портфель брендов шампанским (Krug, Charles Heidsieck, Piper Heidsieck) и вином (De Luze), а также итальянским ликёром Galliano и барбадосским ромом Mount Gay.
В 1980-х годах начались судебные тяжбы между членами обеих семей; основной причиной были попытки Макса Куантро объединить две компании под своим началом. В 1989 году члены семей тайно договорились о слиянии без участия Макса Куантро. В 1990 году, когда о слиянии было официально объявлено, Макс продал свои акции в обеих компаниях конкуренту — Grand Metropolitan. Объединённую компанию возглавил Андре Эриар-Дюбрёй (André Hériard Dubreuil); на момент слияния годовая выручка Rémy Cointreau составляла 6 млрд франков (около 1 млрд евро).
В 1999 году было создано дистрибьюторское совместное предприятие Maxxium, его учредителями стали Rémy Cointreau, The Edrington Group и Jim Beam Brands Worldwide; в 2001 году четвёртым партнёром стала компания Vin & Sprit. В 2000 году была куплена компания Bols Royal Distilleries с брендами Bols и Metaxa. Выручка компании в 2006 финансовом году составила 785 млн евро.
В 2006 году компания выпустила коньяк Louis XIII Black Pearl, купаж которого состоял примерно из 1200 коньячных спиртов из коллекции владельцев компании Rémy Cointreau. Этот коньяк был изготовлен ограниченной серией в 786 бутылок, из которых квота России составила 80 бутылок.
В 2006 году были проданы операции в Нидерландах и Италии. В 2009 году Rémy Cointreau вышла из состава Maxxium. В 2011 году были проданы бренды шампанского. В 2012 году был куплен производитель шотландского виски и джина Bruichladdich. В 2015 году был продан бренд Izarra. В 2017 году были куплены 2 производителя виски: Domaine des Hautes Glaces (Франция) и Westland (США). В 2020 году были приобретены J.R. Brillet (производитель коньяка) и Telmont Champagne (винодельня).

## Собственники и руководство
Основные акционеры — компании Orpar (44 %), Recopart (14 %), Arnold & S. Bleichroeder (12 %), остальные акции — в свободном обращении. Семья Эриар Дюбрёй (фр. Heriard Dubreuil) контролирует около 85 % акций Orpar, которой, в свою очередь, принадлежит 49,18 % Recopart. Семье Пьера Куантро (фр. Pierre Cointreau) принадлежит 50,82 % акций Recopart. Рыночная капитализация на 4 июля 2006 года — около 1,8 млрд евро (на ноябрь 2024 года — 3 млрд евро).
- Мари-Амели де Лёсс (Marie-Amélie de Leusse, род. в 1978 году) — председатель совета директоров с июля 2022 года, в компании с 2019 года; ранее работала в банках Société Générale и N M Rothschild & Sons.
- Эрик Валла (Eric Vallat, род. в 1970 году) — генеральный директор с 2019 года, ранее работал в LVMH и Richemont.

## Деятельность

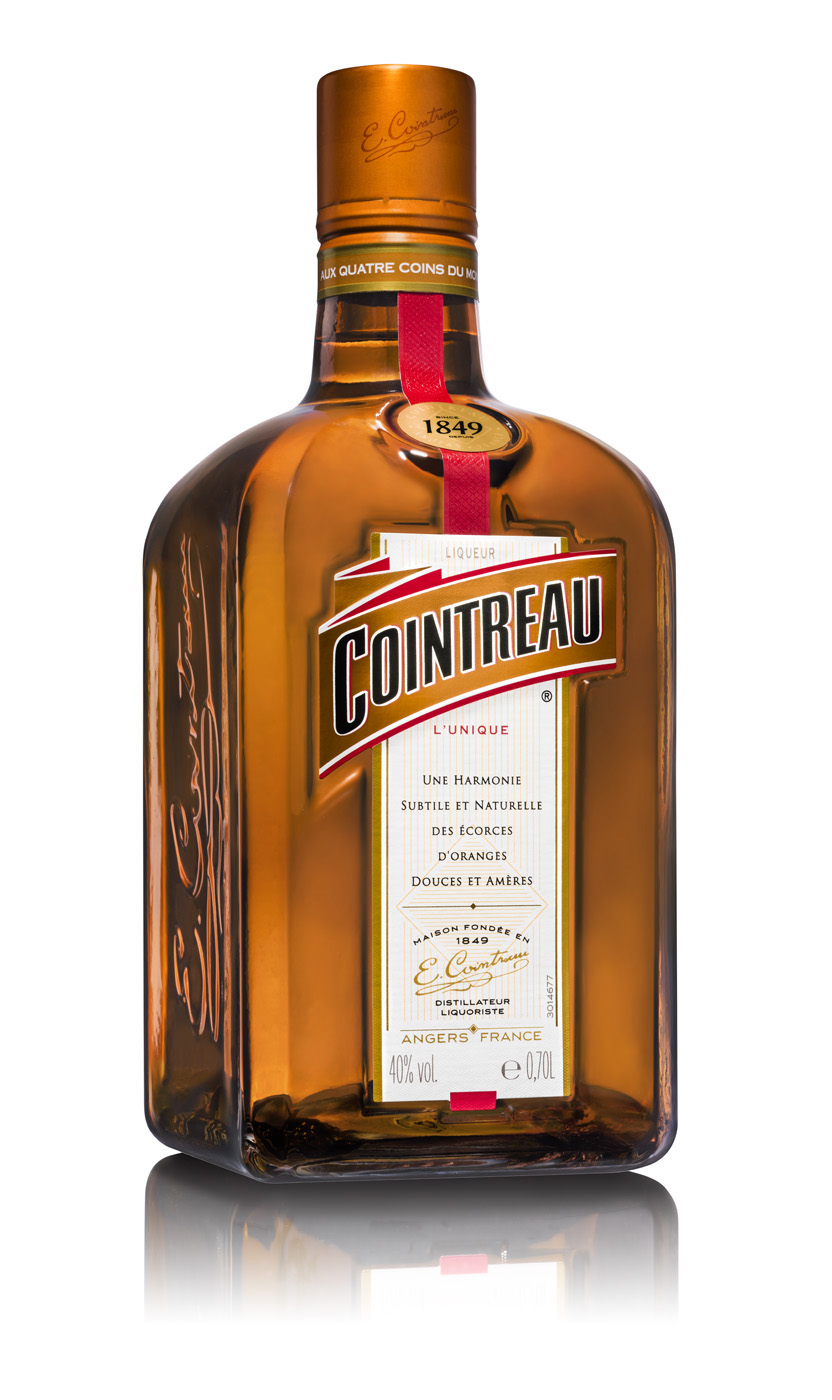
Ликёр Cointreau

Rémy Cointreau Group владеет следующими марками:
- Rémy Martin, коньяк;
- Mount Gay, ром;
- Metaxa, бренди;
- Cointreau, ликёр;
- Passoa, ликёр;
- St-Rémy, бренди;
- Bruichladdich, Port Charlotte и Octomore, виски;
- The Botanist, джин.

Подразделения компании по состоянию на 2023/2024 финансовый год:
- коньяк — производство и продажа коньяка под брендами Rémy Martin, LOUIS XIII и Brillet; 65 % выручки;
- ликёры и другие спиртные напитки — производство и продажа ликёра (Cointreau), рома (Mount Gay), бренди (Saint Rémy и Metaxa), джина (The Botanist), виски (Bruichladdich, Port Charlotte, Octomore, Westland и Domaine des Hautes Glaces), шампанского (Telmont); 33 % выручки;
- дистрибуция — продажа спиртных напитков других производителей через свою дистрибьюторскую сеть; 2 % выручки

Выручка компании за 2023/2024 финансовый год составила 1,19 млрд евро, её распределение по регионам: Европа, Ближний Восток и Африка — 22 %, Америка — 38 %, Азиатско-Тихоокеанский регион — 40 %.